# Andrzej Granas
Andrzej Granas (ur. 5 kwietnia 1929 w Łodzi, zm. 5 marca 2019 w Grodzisku Mazowieckim) – polski matematyk, prof. dr hab.

## Życiorys
Odbył studia w zakresie matematyki na Uniwersytecie Warszawskim. Uzyskał stopień doktora habilitowanego, a potem otrzymał nominację profesorską. Zatrudnił się na Wydziale Matematyki i Informatyki Uniwersytetu Mikołaja Kopernika w Toruniu i na Wydziale Matematyki i Informatyki Uniwersytetu Warmińsko-Mazurskiego w Olsztynie.
Był założycielem Centrum Badań Nieliniowych im. J.P. Schaudera oraz Instytutu Polskiej Akademii Nauk w Sopocie i czasopisma Topological Methods in Nonlinear Analysis.
Pochowany na cmentarzu wojskowym na Powązkach w Warszawie (kwatera IIB28-6-18).

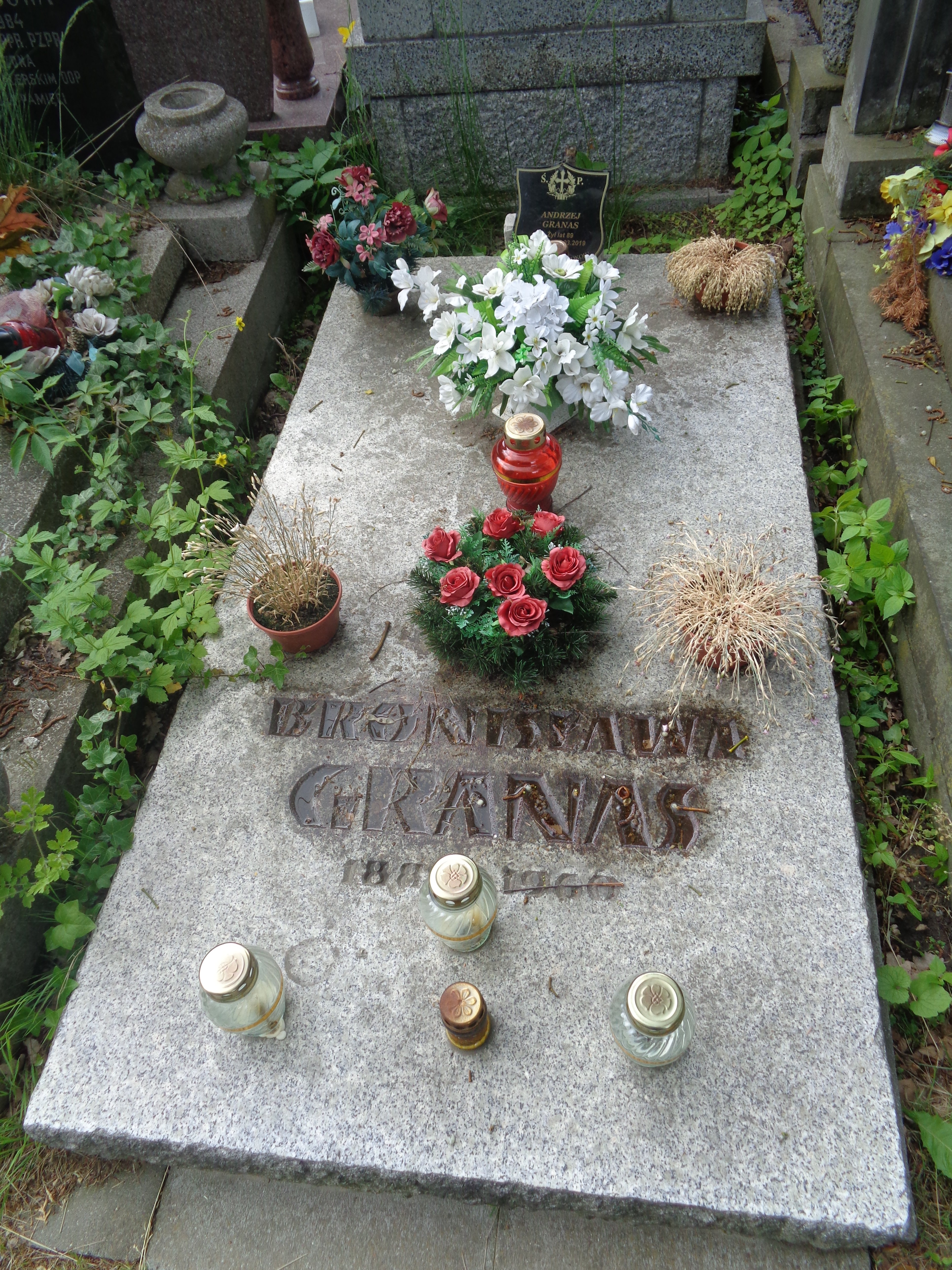
Nagrobek na cmentarzu wojskowym na Powązkach